# Dengo de Amor
Dengo de Amor é uma canção da cantora baiana Ivete Sangalo lançada como single promocional do álbum Multishow Ao Vivo: Ivete no Maracanã. A música fez um sucesso moderado nas paradas do Hot 100 Brasil, ficando na posição #33.